# Dumnezeu Fiul

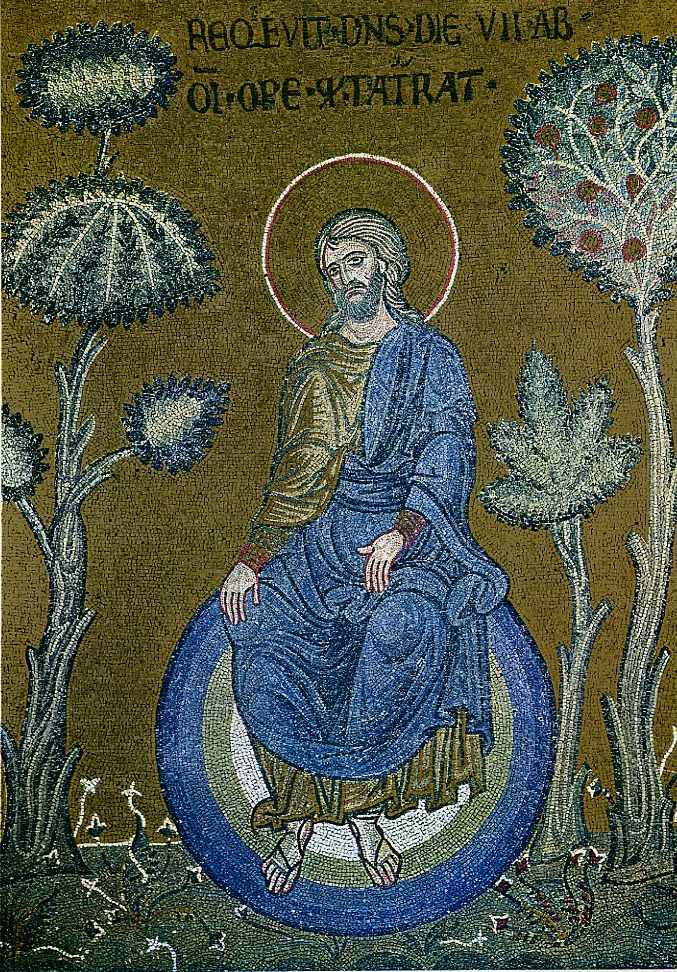
Dumnezeu odihnindu-se după creație – Hristos este descris drept creator al lumii, Mozaic bizantin din Monreale, Sicilia.

Dumnezeu Fiul (în greacă Θεός ὁ υἱός, în latină Deus Filius) este a doua persoană a Sfintei Treimi în teologia creștină. Doctrina trinitară a creștinismului îl identifică pe Isus ca încarnarea lui Dumnezeu, de aceeași ființă (consubstanțial), dar distinct ca persoană, cu Dumnezeu Tatăl și Dumnezeu Duhul Sfânt (prima și cea de-a treia persoană ale Sfintei Treimi).

## Origine
Expresia „Dumnezeu Fiul” nu apare în Biblie, ci este găsită în scrierile creștine de mai târziu. Printr-o eroare de transcriere termenul apare într-un manuscris medieval, MS No. 1985, unde în Galateni 2:20 „Fiul lui Dumnezeu” este schimbat cu „Dumnezeu Fiul”.
Termenul din limba română este o traducere a termenului latin așa cum apare în Crezul Atanasian și în alte texte din perioada de început a creștinismului. În limba greacă expresia „Dumnezeu Fiul” este Theos o Iios (Θεός ὁ υἱός), diferită de ὁ υἱός του Θεού, „Fiul lui Dumnezeu”, formată din substantivul la nominativ o Iios și substantivul la genitiv tu Theu. În latină expresia „Dumnezeu Fiul” este formată din două substantive la cazul nominativ Deus și Filius. Termenul deus filius este găsit în Crezul Atanasian: „Et tamen non tres omnipotentes, sed unus omnipotens. Ita Deus Pater, Deus Filius, Deus [et] Spiritus Sanctus.” (fiind distincte de forma genitivală filius Dei „fiul lui Dumnezeu”), dar această frază este tradusă astfel: „Și totuși nu trei atotputernici, ci unul atotputernic. Astfel Tatăl e Dumnezeu, Fiul e Dumnezeu și Duhul Sfânt e Dumnezeu”.

## Utilizare
Termenul deus filius apare în Crezul Sfântului Atanasie, unde există versetele Deus Pater, Deus Filius, Deus Spiritus Sanctus: Et tamen non tres Dii, sed unus est Deus.
Termenul este folosit de Sfântul Augustin în Despre Sfânta Treime, ca de exemplu în discuția despre ascultarea Fiului față de Dumnezeu Tatăl: deo patri deus filius obediens, și în Predica 90 despre Noul Testament :„2. Rețineți aceasta ca un adevăr neclintit și statornic, dacă veți continua să fiți catolici, că Dumnezeu Tatăl l-a născut pe Dumnezeu Fiul în afara timpului și L-a întrupat dintr-o Fecioară înlăuntrul timpului.”
Mărturisirea de credință de la Augsburg (1530) a adoptat expresia Gott der Sohn.
Jacques Forget notează în articolul „Sfântul Duh” din Enciclopedia catolică (1910) că „Printre apologeți, Athenagoras menționează Duhul Sfânt împreună cu, și, pe același plan cu, Tatăl și Fiul. «Cine nu ar fi uimit», spune el (O pledoarie pentru creștini 10), «să audă că suntem numiți atei, noi cei care îl mărturisim pe Dumnezeu Tatăl, Dumnezeu Fiul și Duhul Sfânt și îi considerăm unul singur ca putere și deosebiți ca precedență.»”.

## Noul Testament

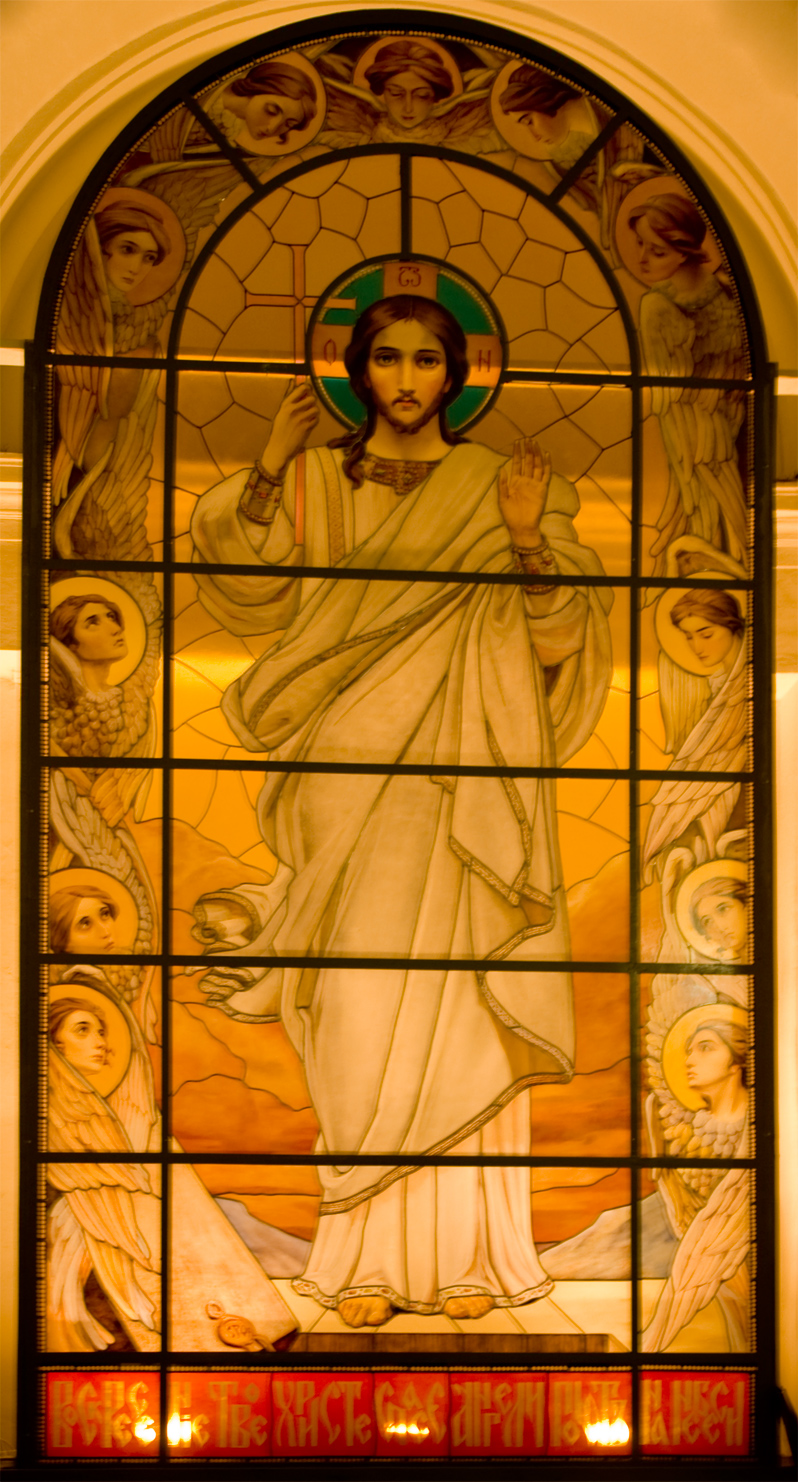
Vitraliu cu o reprezentare a lui Iisus Hristos, Catedrala Sfinții Petru și Pavel, St. Petersburg, Rusia.

Expresia „Fiul lui Dumnezeu” este folosită cu referire la Isus în Evanghelia după Marcu la început în versetul 1:1 și la sfârșit în capitolul 15, versetul 39. Max Botner a scris: „Într-adevăr, dacă Marcu 1:1 prezintă «înțelegerea normativă» a identității lui Isus, se face apoi o diferență semnificativă care este inclusă în text”.
Logos-ul sau Cuvântul din textul Evangheliei după Ioan, „La început era Cuvântul și Cuvântul era la Dumnezeu și Dumnezeu era Cuvântul” (Ioan 1:1), este rostirea lui Dumnezeu, exprimând voia și gândurile Sale în creația și revelația Sa. Textul este adesea interpretat în special de trinitarieni pentru a-l identifica pe „preexistentul” Isus cu acest Cuvânt.
Pasajul Comma Johanneum (1 Ioan 5:7) din unele versiuni ale Bibliei îl include pe Fiul în fraza „Căci trei sunt care mărturisesc în cer: Tatăl, Cuvântul și Sfântul Duh, și Acești trei Una sunt.”.
Credința creștină afirmă că Isus este Fiul unul-născut al lui Dumnezeu. (Ioan 3:16) Isus s-a identificat el însuși în scrierile canonice ale Noului Testament: „Isus le-a zis: Adevărat, adevărat zic vouă: Eu sunt mai înainte de a fi fost Avraam” (Ioan 8:58), despre care unii trinitarieni cred că este o referire la interacțiunea lui Moise cu Dumnezeu din Vechiul Testament. „Atunci Dumnezeu a răspuns lui Moise: «Eu sunt Cel ce sunt». Apoi i-a zis: «Așa să spui fiilor lui Israel: Cel ce este m-a trimis la voi!»”. (Exodul 3:14)
O variantă manuscrisă a pasajului Ioan 1:18 (Θεὸν οὐδεὶς ἑώρακεν πώποτε· μονογενὴς Θεὸς ὁ ὢν εἰς τὸν κόλπον τοῦ Πατρὸς, ἐκεῖνος ἐξηγήσατο) a condus la traduceri precum „unicul și singurul Fiu” (NIV, 1984) cu referire la Fiul.
Utilizarea teologică ulterioară a acestei expresii (sub forma latină: Deus Filius) reflectă ceea ce a devenit o interpretare standard a referirilor din Noul Testament, sugerând divinitatea lui Iisus, dar deosebind persoana lui Isus de o altă persoană a Sfintei Treimi numită Tatăl. Ca atare, titlul este asociat mai mult cu dezvoltarea doctrinei Sfintei Treimi. Trinitarienii cred că o referire clară la Sfânta Treime apare în pasajul Matei 28:19: „Drept aceea, mergând, învățați toate neamurile, botezându-le în numele Tatălui și al Fiului și al Sfântului Duh”.

## Legături externe
- Catholic Encyclopedia: The Blessed Trinity
- The Jewish Encyclopedia: Son of God de Kaufmann Kohler, Emil G. Hirsch
- Jesus' Divinity—by christians.eu